# Jean-Hugues Ateba
Jean-Hugues Ateba Bilayi (ur. 1 kwietnia 1981 w Jaunde) – kameruński piłkarz, występujący na pozycji obrońcy. Obecnie jest zawodnikiem greckiego klubu Atromitos Ateny.

## Kariera klubowa
Ateba profesjonalną karierę rozpoczynał w FC Nantes. Debiut w Ligue 1 zaliczył 18 grudnia 2001 w przegranym 0-3 pojedynku z RC Lens. Wszedł wtedy na boisko w 76. minucie meczu, zmieniając Stéphane'a Zianiego. Łącznie w tamtym sezonie rozegrał cztery spotkania, a jego zespół zajął dziesiątą pozycję w lidze. W kolejnej edycji tych rozgrywek zagrał dwunastokrotnie. Natomiast w ostatnim sezonie pobytu Stade de la Beaujoire w Ligue 1 wystąpił dziewięć razy. W trakcie pobytu w Nantes nie udało mu się tam odnieść żadnych sukcesów.
W 2004 roku Ateba przeszedł do Paris Saint-Germain. Po raz pierwszy w barwach tego klubu zagrał 21 sierpnia 2004, w przegranym 1-2 meczu przeciwko Toulouse FC. Z tym zespołem grał także w Lidze Mistrzów. Te rozgrywki zakończyli jednak na pierwszej rundzie, po zajęciu ostatniej pozycji w swojej grupie. W sezonie 2004/05 Ateba ośmiokrotnie wystąpił w Ligue 1. Rok później na boisku pojawił się jedynie dwa razy. Wtedy postanowił odejść do drugoligowego LB Châteauroux. W nowym klubie regularnie grywał w wyjściowej jedenastce.
W 2009 roku Ateba został zawodnikiem Atromitosu Ateny.
| Sezon   | Klub                | Kraj    | Rozgrywki     | Mecze | Bramki |
| ------- | ------------------- | ------- | ------------- | ----- | ------ |
| 2001/02 | FC Nantes           | Francja | Ligue 1       | 4     | 0      |
| 2002/03 | FC Nantes           | Francja | Ligue 1       | 12    | 0      |
| 2003/04 | FC Nantes           | Francja | Ligue 1       | 9     | 0      |
| 2004/05 | Paris Saint-Germain | Francja | Ligue 1       | 8     | 0      |
| 2005/06 | Paris Saint-Germain | Francja | Ligue 1       | 2     | 0      |
| 2006/07 | LB Châteauroux      | Francja | Ligue 2       | 15    | 0      |
| 2007/08 | LB Châteauroux      | Francja | Ligue 2       | 24    | 0      |
| 2008/09 | LB Châteauroux      | Francja | Ligue 2       | 20    | 0      |
| 2009/10 | Atromitos Ateny     | Grecja  | Alpha Ethniki | 3     | 0      |
| 2010/11 | Atromitos Ateny     | Grecja  | Alpha Ethniki |       |        |

## Kariera reprezentacyjna
Ateba jest reprezentantem Kamerunu. W drużynie narodowej zadebiutował w 2004 roku i dotychczas rozegrał w niej piętnaście spotkań, a także zdobył jedną bramkę. Był uczestnikiem Pucharu Narodów Afryki w 2006 roku, który Kameruńczycy zakończyli na ćwierćfinale, po porażce w rzutach karnych z Wybrzeżem Kości Słoniowej.